# Liste der Monuments historiques in Labry
Die Liste der Monuments historiques in Labry führt die Monuments historiques in der französischen Gemeinde Labry auf.

## Liste der Immobilien
| Bezeichnung        | Beschreibung                                                                                 | Standort                   | Kennzeichnung | Schutzstatus | Datum | Bild |
| ------------------ | -------------------------------------------------------------------------------------------- | -------------------------- | ------------- | ------------ | ----- | ---- |
| Tour Mahuet        | Wehrturm, 13. Jahrhundert, in der ersten Hälfte des 17. Jahrhunderts zu Wohnzwecken umgebaut | 1 rue Jules-Rollin (Lage)  | PA54000069    | Inscrit      | 2006  |      |
| Ferme du Colombier | Vierseithof, bezeichnet 1561, im 18. Jahrhundert umgebaut                                    | 12 rue Jules-Rollin (Lage) | PA00135411    | Inscrit      | 1995  |      |
| Motte              | Burghügel, mittelalterlich                                                                   | Rue Roland Daret (Lage)    | PA00106452    | Inscrit      | 1991  |      |

## Liste der Objekte
| Bezeichnung | Beschreibung                          | Standort                       | Kennzeichnung | Schutzstatus | Datum | Bild |
| ----------- | ------------------------------------- | ------------------------------ | ------------- | ------------ | ----- | ---- |
| Kruzifix    | Holz, farbig gefasst, 17. Jahrhundert | in der Kirche St-Gorgon (Lage) | PM54001602    | Inscrit      | 1996  |      |